# Шмітт (Німеччина)
Шмітт (нім. Schmitt) — громада в Німеччині, розташована в землі Рейнланд-Пфальц. Входить до складу району Кохем-Целль. Складова частина об'єднання громад Ульмен.
Площа — 2,71 км2. Населення становить 112 ос. (станом на 31 грудня 2020).